# Taner Akçam

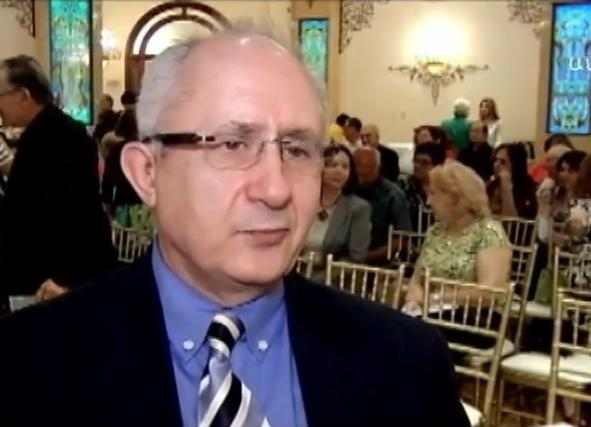
Taner Akçam

Altuğ Taner Akçam (Ardahan, 23 oktober 1953) is een Turks historicus, socioloog en publicist. Hij is een van de eerste Turkse academici die de Armeense Genocide, in 1915 in het Ottomaanse Rijk gepleegd, erkenden en erover durfden te discussiëren.

## Studietijd
Akçam studeerde politieke economie aan de Technische Universiteit van het Midden-Oosten in Ankara, waar hij in 1976 afstudeerde. Hij kwam bij de universiteit in dienst als wetenschappelijk assistent en bleef ondertussen werken aan zijn promotie.
In het midden van de jaren '70 werd Akçam een vooraanstaand lid van de militant marxistische partij Dev Yol. Ook werd hij redacteur van hun tijdschrift "Devrimci Gençlik Dergisi". Dev Yol was een splinterfactie van de THKP/C en de ontstaansbron van de extreemlinkse partij Dev Sol die later de naam wijzigde in DHKP/C; deze laatste twee organisaties gelden als terroristische organisaties.
In 1976 werd Akçam op grond van zijn politieke instelling gearresteerd en tot 10 jaar gevangenisstraf veroordeeld. Na een jaar lukte het hem te ontsnappen. Hij vluchtte naar de Bondsrepubliek Duitsland waar hij in 1978 erkend werd als politiek vluchteling. Akçam nam er zijn politieke activiteiten weer op. In 1988 kwam hij in dienst bij het Hamburger Institut für Sozialforschung waar hij de geschiedenis van het geweld en de folteringen in het Ottomaanse Rijk en in het vroege Turkije ging bestuderen. Hij wendde zich daartoe tot de archieven van de sultans van het Ottomaanse Rijk in Istanbul. Deze archieven zijn in het Osmaans gesteld en daarom voor een hedendaags iemand moeilijk hanteerbaar. In de gecodeerde telegrammen van het Ottomaanse leger vond Akçam de bewijzen voor de genocide.
In 1995 promoveerde Akçam aan de Universiteit van Hannover in de sociologie op het proefschrift "Türkischer Nationalismus und Völkermord an den Armeniern: auf dem Hintergrund der Kriegsgerichtsprozesse in Istanbul]1919-1922".

## Werkkring
Tegenwoordig behoort Akçam tot de wetenschappelijke staf van de Hamburger Stiftung zur Förderung von Wissenschaft und Kultur van Jan Philipp Reemtsma. Verder is hij gasthoogleraar geschiedenis aan de Universiteit van Minnesota in Minneapolis en Saint Paul.

## Wetenschappelijk oeuvre
Akçam heeft verscheidene werken gepubliceerd in het Engels, Duits en Turks in zijn discipline, de Armeens-Turkse betrekkingen, over de diverse Armeense kwesties als de diverse genocides, de Armeense Diaspora en de onderdrukking als natie, en over de Turkse nationale identiteit.

## Invalshoek
Akçam belicht de Armeense kwesties vanuit zo veel mogelijk invalshoeken. Dus vanuit de optiek van de Armeniërs, de Turken, de westerse geallieerden, de Russen, de Azerbeidzjanen, moslims, islamististen en christenen en vanuit mensenrechtelijk perspectief. En vanuit panturkistisch, panislamistisch zowel als vanuit Turks-nationalistisch of regionalistisch perspectief.

### Boeken
- Siyasi kültürümüzde zulüm ve işkence (Araştırma-inceleme dizisi). - Istanbul: İletişim Yayıncılık, 1992. - ISBN 975-470-249-7 (Turks)[10]
- Armenien und der Völkermord: Die Istanbuler Prozesse und die türkische Nationalbewegung. - Hamburg: Hamburger Edition, 1996. - ISBN 3-930908-26-3 (Duits)
- Rethinking Modernity and National Identity in Turkey. - (Publications on the Near East/ red.: Sibel Bozdogan). - Universiteit van Washington, Seattle: University of Washington Press, 1997.- ISBN 0-295-97597-0[11]
- İnsan hakları ve Ermeni sorunu: İttihat ve Terakki'den Kurtuluş Savaşı'na. - Ankara: İmge Kitabevi, 1999. - ISBN 975-533-246-4 (Turks)
- Dialogue across an international divide: Essays towards a Turkish-Armenian dialogue. - Cambridge, Massachusetts/Toronto, Canada: Zoryan Institute, 2001. - ISBN 1-895485-03-7 (Engels)[12]
- From Empire to Republic : Turkish Nationalism and the Armenian Genocide. - Londen: Zed Books, 2004. - ISBN 1-84277-527-8 (Engels)[13]
- A Shameful Act : The Armenian Genocide and the Question of Turkish Responsibility. - Londen: Metropolitan Books, 2006. - ISBN 0-8050-7932-7 (Engels)[14]